# Ängby IP
Ängby IP är en idrottsplats i Bromma, Stockholm.
Ängby IP invigdes 1947 och då flyttade föreningen Ängby IF sin aktivitet dit. Idrottsplatsen är försedd med en 11-manna konstgräsplan, fyra löpbanor och två konstgräsplaner för 7-mannaspel varav en av 7- manna planerna drivs av Ängby IF. Den 7-manna planen som drivs av Ängby IF ligger en bit bort från övriga planer i anslutning till klubbhuset som flyttades dit 1992. Ängby idrottsplats ligger på Vultejusvägen 14 i Norra Ängby.